# Cantonul Montbéliard-Ouest
Cantonul Montbéliard-Ouest este un canton din arondismentul Montbéliard, departamentul Doubs, regiunea Franche-Comté, Franța.

## Comune
- Aibre
- Allondans
- Bart
- Bavans
- Beutal
- Bretigney
- Désandans
- Dung
- Échenans
- Issans
- Laire
- Le Vernoy
- Lougres
- Présentevillers
- Raynans
- Saint-Julien-lès-Montbéliard
- Sainte-Marie
- Sainte-Suzanne
- Semondans

De hoofdplaats van het kanton is Montbéliard.